# 의자

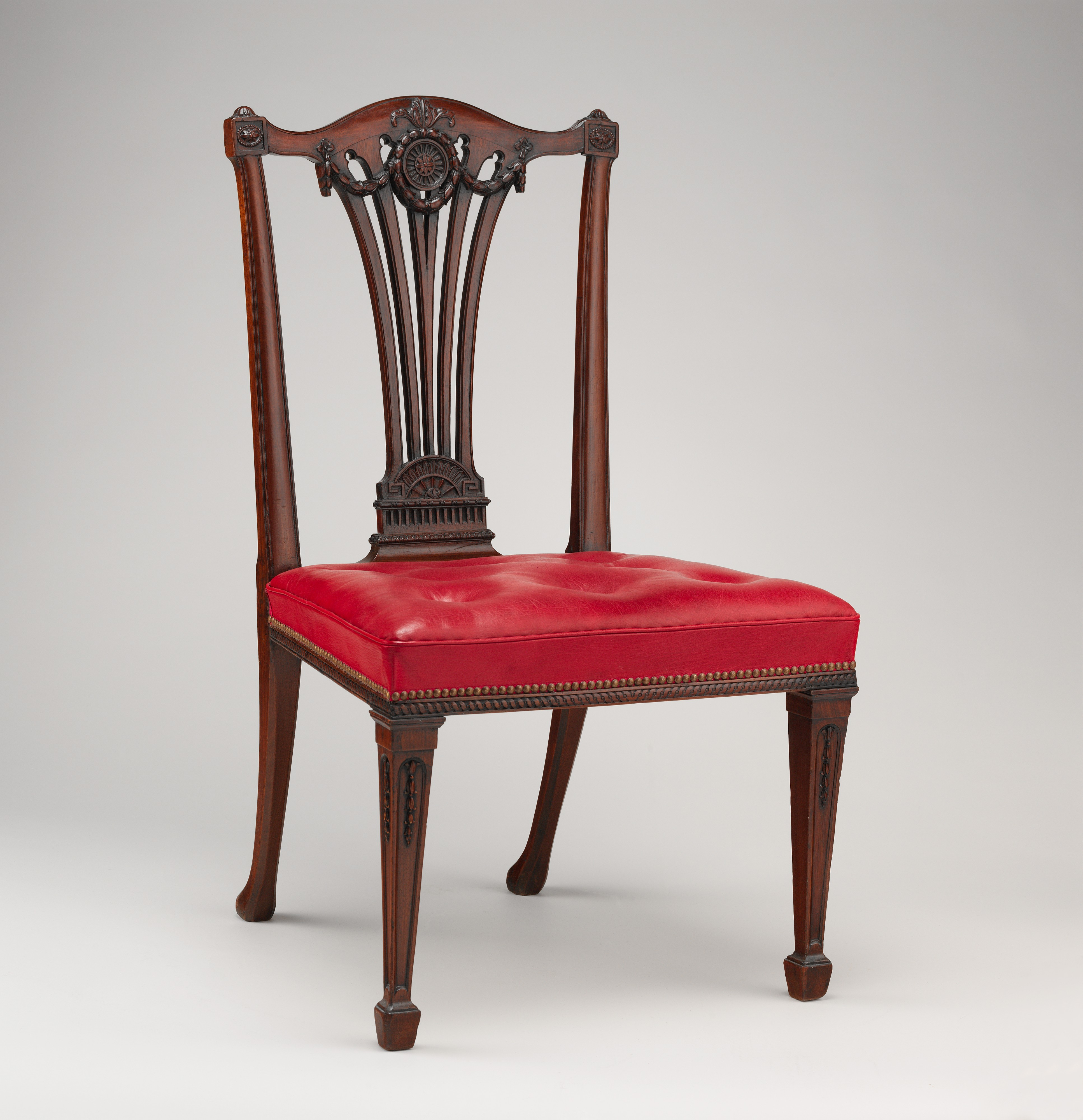
의자, c. 1772, 마호가니, 현대식 붉은색 모로코 가죽으로 덮임, 높이: 97.2 cm, 메트로폴리탄 미술관 (뉴욕시)

의자(椅子, 영어: chair) 또는 교상(交床)은 좌석의 일종으로, 일반적으로 한 사람을 위해 설계되었으며 하나 이상의 다리, 평평하거나 약간 기울어진 좌석과 등받이로 구성된다. 목재, 금속 또는 합성 재료로 만들어질 수 있으며, 다양한 색상과 직물로 패딩되거나 실내 장식될 수 있다.
의자는 디자인이 다양하다. 팔걸이 의자는 좌석에 팔걸이가 부착되어 있다. 리클라이너는 실내 장식이 되어 있으며 의자의 등받이를 낮추고 발받침대를 제자리로 올리는 메커니즘이 특징이다. 흔들의자는 다리가 두 개의 길고 구부러진 살대에 고정되어 있으며, 휠체어는 좌석 아래 축에 바퀴가 고정되어 있다.

## 어원
의자는 13세기 초 영어 단어 "chaere"에서 유래했으며, 이는 고대 프랑스어 chaiere ("의자, 좌석, 왕좌")에서 왔고, 다시 라틴어 cathedra ("좌석")에서 유래했다.

## 역사

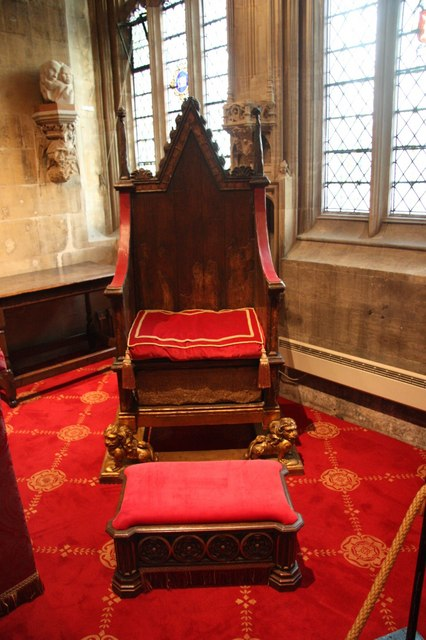
대관식 의자, c. 1300

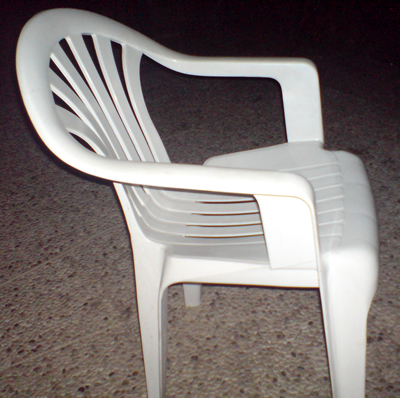
모노블록 의자는 가볍고 쌓을 수 있는 폴리프로필렌 의자로, 보통 하양색이며 세계에서 가장 흔한 플라스틱 의자로 묘사되기도 한다.

의자는 고대부터 사용되어 왔지만, 수세기 동안 일반적인 용도보다는 국가와 위엄의 상징적인 물건이었다. "의자"는 여전히 영국의 하원과 캐나다 그리고 다른 많은 환경에서 권위의 상징으로 사용된다. "의자"가 권위의 상징이라는 역사적 함의에 따라, 위원회, 이사회, 학과 모두 '위원장' 또는 '의장'을 둔다. 기부 교수직은 의자라고 불린다.
의자가 일반화된 것은 16세기가 되어서였다. 그전까지 사람들은 일상생활의 일반적인 좌석이었던 궤, 벤치, 스툴에 앉았다. 이른 시기에 남아 있는 의자의 수는 극히 제한적이며, 대부분의 예시는 교회, 영주 또는 봉건제 기원이다.
의자는 적어도 이집트 초기 왕조 시대 ( 기원전 3100년c.)부터 존재했다. 그것들은 천이나 피혁으로 덮여 있었고, 조각된 목재로 만들어졌으며, 오늘날의 의자보다 훨씬 낮았다 – 의자 좌석은 때때로 10 인치 (25 cm) 높이밖에 되지 않았다. 고대 이집트에서 의자는 매우 풍부하고 화려했던 것으로 보인다. 흑단과 상아로 만들거나 조각되고 금도금된 목재로 만들어졌으며, 값비싼 재료, 웅장한 패턴으로 덮였고 짐승의 다리나 포로의 형상을 본떠 지탱되었다. 일반적으로 개인의 지위가 높을수록 앉는 의자는 더 높고 호화로웠으며 더 큰 영예를 받았다. 국가적인 행사에서는 파라오가 어좌에 앉았으며, 종종 앞에 작은 발받침대가 있었다.
보통 이집트 가정에서는 의자가 거의 없었으며, 만약 있다면 주로 가장만이 의자에 앉았다. 부유한 사람들 중에서는 의자가 부자들의 화려하게 상감되고 조각된 의자처럼 보이도록 칠해지기도 했지만, 장인 정신은 보통 형편없었다.
중국에서 의자의 가장 초기 이미지는 6세기 불교 벽화와 석비에서 발견되지만, 그 당시에는 의자에 앉기가 드물었다. 의자가 중화인민공화국에서 널리 퍼진 것은 12세기가 되어서였다. 학자들은 의자가 채택된 이유에 대해 의견이 일치하지 않는다. 가장 흔한 이론은 의자가 중국 토착 가구의 발전물이라는 것, 중앙아시아에서 수입된 야전 의자에서 진화했다는 것, 7세기에 기독교 선교사들에 의해 중국에 소개되었다는 것, 그리고 의자가 인도에서 불교 수도원 가구의 형태로 중국에 왔다는 것이다. 현대 중국에서는 한국이나 일본과는 달리 바닥에 앉는 것이 더 이상 흔하지 않다.
유럽에서는 르네상스 덕분에 의자가 국가의 특권이 아닌, 그것을 살 수 있는 모든 사람들을 위한 표준 가구가 되었다. 특권이라는 개념이 사라지자 의자는 빠르게 일반화되었다. 거의 즉시 의자는 당시의 유행을 반영하기 위해 몇 년마다 변하기 시작했다.
토머스 에드워드 보우디치는 1819년 아샨티 제국의 주요 궁전을 방문하여 제국에 금으로 새겨진 의자들을 관찰했다.
1800년대에 의자는 미국 가정에서 더욱 흔해졌고, 보통 모든 가족 구성원이 저녁 식사를 할 수 있도록 의자가 제공되었다. 1830년대에는 시어스, 로벅 앤드 컴퍼니와 같은 공장 제조 “장식 의자”를 통해 가족들이 기계로 만든 세트를 구매할 수 있게 되었다. 산업 혁명과 함께 의자는 훨씬 더 많이 보급되었다.
20세기에는 전금속 접이식 의자, 금속 다리 의자, 슬럼버 의자, 성형 플라스틱 의자, 인체공학적 의자 등 의자 제작에 기술이 점점 더 많이 사용되었다. 리클라이너는 라디오와 텔레비전 덕분에 부분적으로나마 인기 있는 형태가 되었다. 1930년대에는 소아마비 및 기타 질병으로 고통받는 사람들이 계단을 오르내리는 것을 돕기 위해 계단 리프트가 상업적으로 이용 가능해졌다.
1960년대의 현대 운동은 새로운 형태의 의자를 만들어냈다: 나비 의자 (원래는 하르도이 의자), 빈백, 그리고 회전하는 계란 모양의 포드 의자. 또한 1966년 보핑거 의자와 같은 최초의 대량 생산 플라스틱 의자도 도입했다. 기술 발전은 성형 합판과 목재 라미네이트 의자뿐만 아니라 피혁 또는 고분자로 만든 의자로 이어졌다. 의자에 통합된 기계 기술은 조절 가능한 의자, 특히 사무실용 의자를 가능하게 했다. 의자에 내장된 모터는 안마의자로 이어졌다.

## 재료

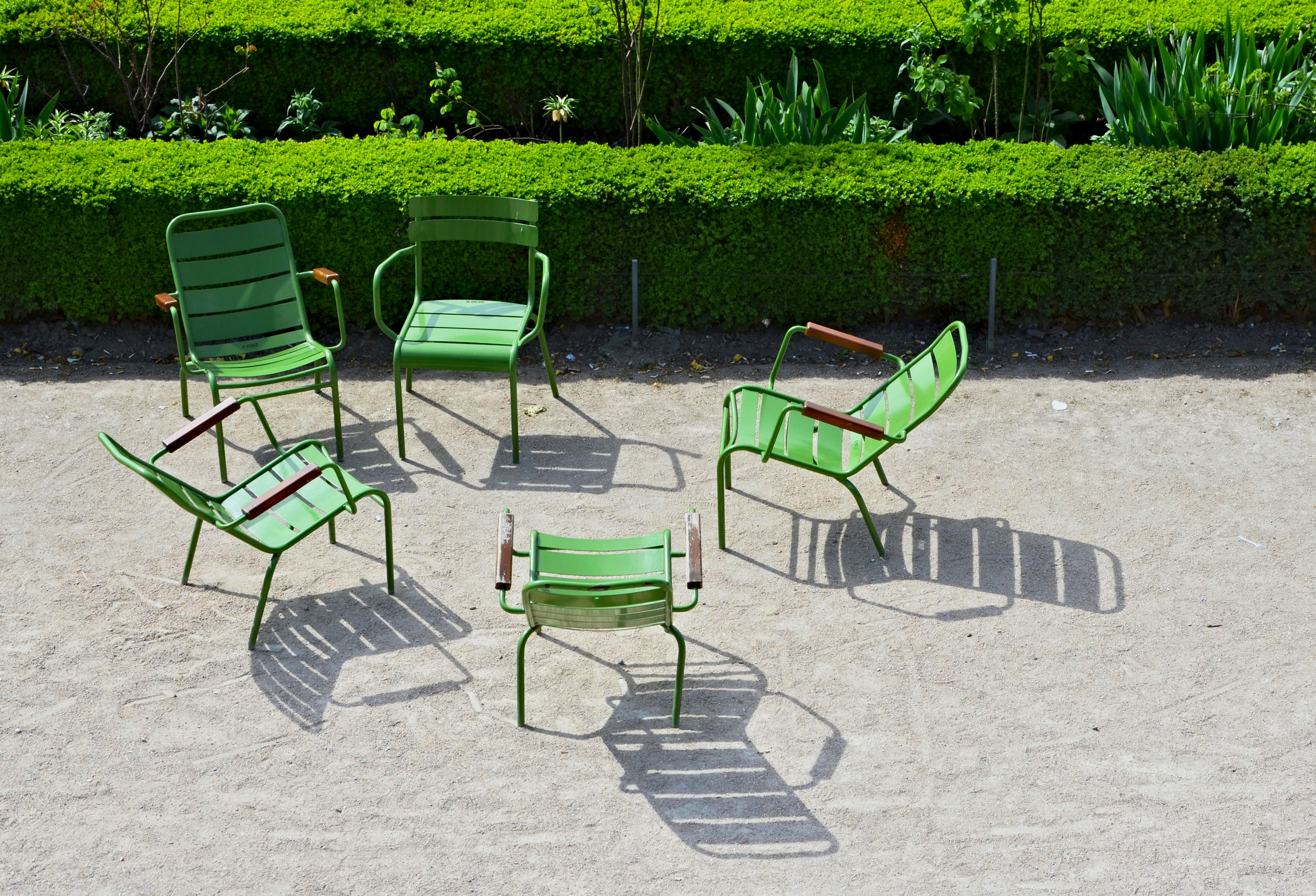
튀일리 정원, 파리 (프랑스)의 금속 의자

의자는 목재, 금속, 또는 석재나 아크릴과 같은 다른 강한 재료로 만들어질 수 있다. 어떤 경우에는 여러 재료가 의자를 구성하는 데 사용된다; 예를 들어, 다리와 프레임은 금속으로 만들어지고 좌석과 등받이는 플라스틱으로 만들어질 수 있다. 의자는 목재, 금속, 플라스틱 또는 다른 재료의 단단한 표면을 가질 수 있으며, 이러한 단단한 표면의 일부 또는 전부가 실내 장식이나 패딩으로 덮일 수 있다. 디자인은 다공성 재료로 만들어지거나 장식을 위해 구멍이 천공될 수 있다; 낮은 등받이 또는 틈새는 환기를 제공할 수 있다. 등받이는 앉은 사람의 머리 높이 위로 확장될 수 있으며, 선택적으로 머리 받침대를 포함할 수 있다. 의자는 식기류 및 목재 놀이 벽돌, 연필, 배관 튜브, 로프, 골판지, PVC 파이프와 같은 재활용 재료와 같은 더 창의적인 재료로도 만들어질 수 있다.
드물게 의자는 예술 형태나 실험의 한 형태로 특이한 재료로 만들어지기도 한다. 라트비아의 인테리어 디자이너 라이몬즈 치룰리스(Raimonds Cirulis)는 화산암으로 수공으로 만든 화산 암석 걸이 의자를 만들었다. 네덜란드 태생 독일 디자이너 피터 브레너(Peter Brenner)는 막대사탕 설탕 – 제과용 설탕 60 파운드 (27 kg) – 으로 만든 의자를 만들었다.

## 디자인 및 인체공학
의자 디자인은 의도된 용도, 인체공학 (앉은 사람에게 얼마나 편안한지), 뿐만 아니라 크기, 쌓을 수 있는 능력, 접을 수 있는 능력, 무게, 내구성, 얼룩 저항성, 예술적 디자인과 같은 비인체공학적 기능적 요구사항을 고려한다.

### 좌석 높이

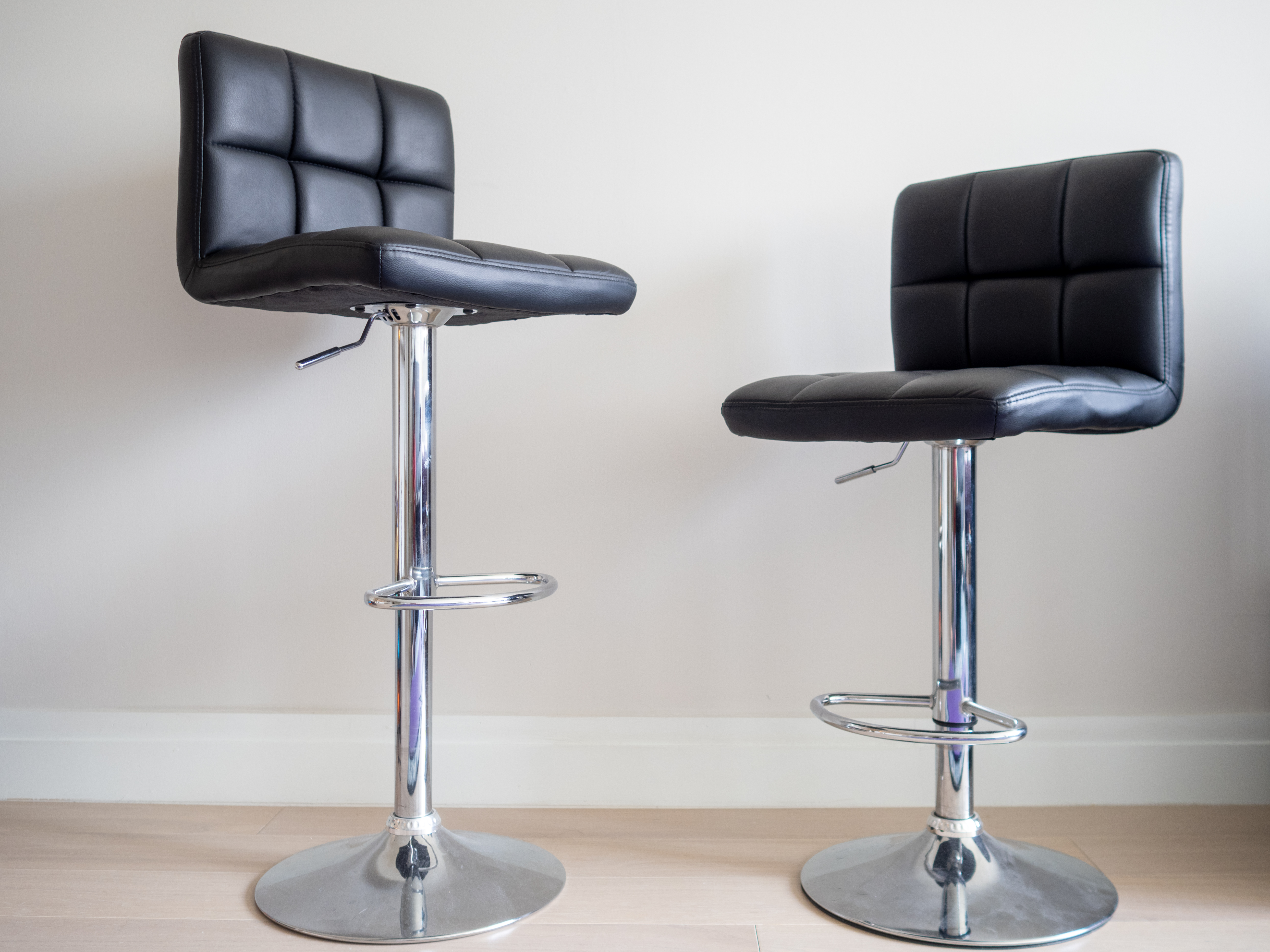
높이 조절이 가능한 좌석

인체공학적 디자인은 앉은 사람의 무게를 인체의 다양한 부분으로 분산시킨다. 이는 쉽게 조절 가능한 좌석 높이를 통해 이루어진다. 좌석이 높으면 발이 매달리고 무릎 아래쪽(다리오금)에 가해지는 압력이 증가한다. 또한 발에 무게가 실리지 않아 다른 곳에 더 많은 무게가 실릴 수도 있다. 좌석이 낮으면 "좌골"(궁둥뼈결절)에 너무 많은 무게가 실릴 수 있다. 가스 스프링은 의자 본체에 부착되어 높이 조절과 사용자에게 더 많은 편안함을 제공한다.
일부 의자에는 발 받침대가 있다. 여성의 약 15%와 남성의 2%는 16-인치 (41 cm) 의자 높이에서도 발 받침대가 필요하다. 스툴 또는 다른 간단한 의자에는 앉는 사람이 발을 놓을 수 있도록 바닥 근처에 간단한 직선 또는 곡선 바가 있을 수 있다.
실제 의자 크기는 인체측정학적 측정을 통해 결정된다. 의자 디자인에 가장 관련 있는 두 가지 인체측정학적 측정은 오금 높이와 둔부 오금 길이이다.
앉은 사람의 경우, 오금 높이는 발바닥부터 무릎 아래 허벅지까지의 거리이다. 이는 때때로 "스툴 높이"라고 불린다. "앉은 키"라는 용어는 앉았을 때 머리 꼭대기까지의 높이에 사용된다. 미국 남성의 경우, 평균 오금 높이는 16.3 인치 (41 cm)이고 미국 여성의 경우 15.0 인치 (38 cm)이다. 오금 높이는 굽, 옷 및 기타 문제를 조정한 후 의자 좌석의 높이를 결정하는 데 사용된다. 대량 생산되는 의자는 일반적으로 17 인치 (43 cm) 높이이다.
메리 블레이드와 갈렌 크란츠와 같은 연구자들은 발을 바닥에 대고 높은 스툴 가장자리에 앉는 것이 일반적인 의자에 똑바로 앉는 것보다 허리에 덜 해롭다는 것을 발견했다.

### 등받이 각도

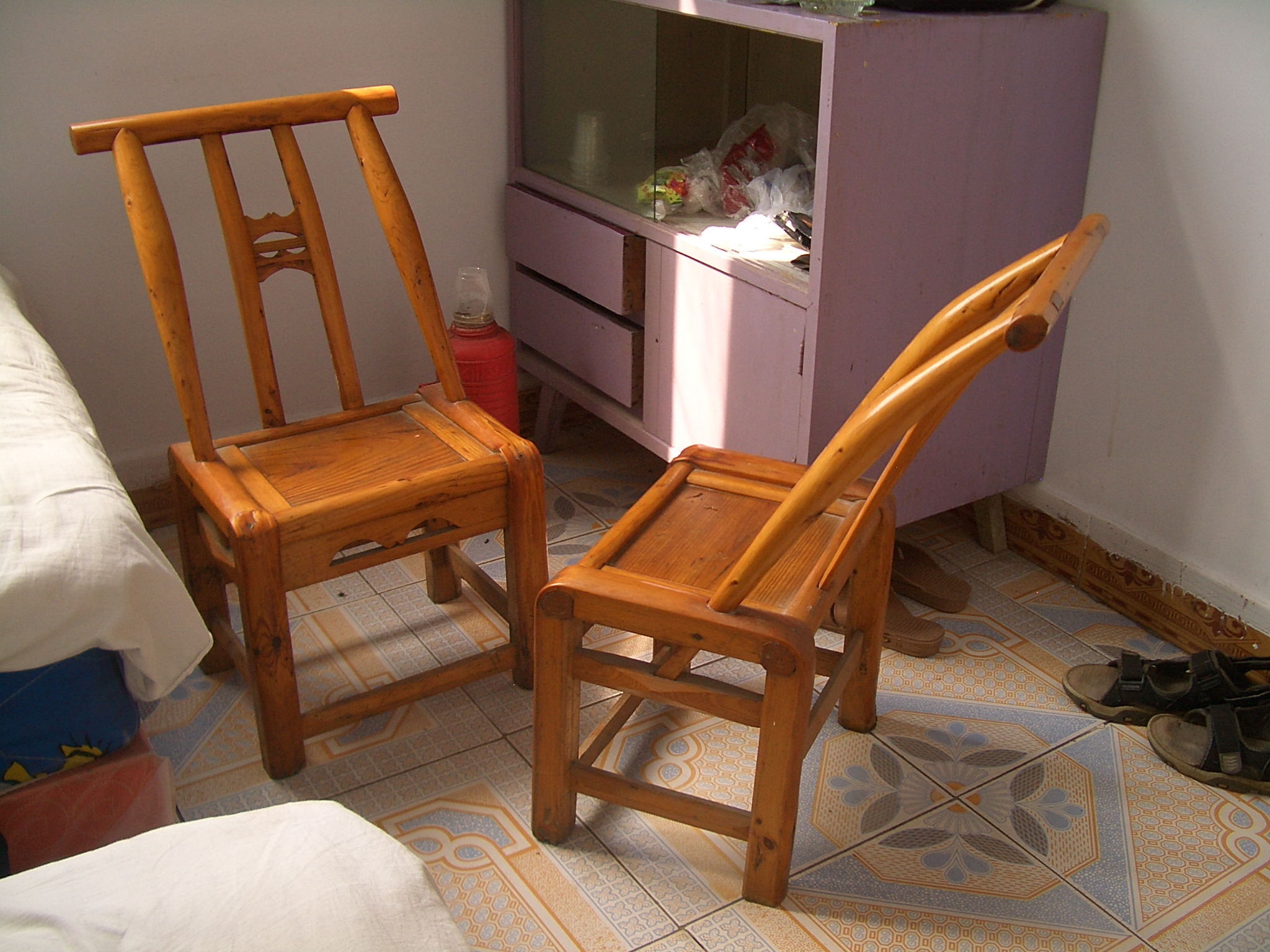
후베이성 서부에서 인기 있는 의자 유형: 좌석이 상당히 낮고 등받이가 수직에서 약 45도 기울어져 있다.

의자의 종류에 따라 의도된 작업에 따라 다양한 좌석 위치를 가질 수 있다. 일반적으로 작업이나 식사를 위해 의도된 의자는 매우 약간만 기울어질 수 있다 (그렇지 않으면 앉은 사람이 책상이나 테이블에서 너무 멀리 떨어져 있다). 치과 의자는 반드시 기울어져야 한다. 연구에 따르면 가장 좋은 앉은 자세는 100°–110°로 기울어진 자세이다. 기울이려면 등받이가 독립적으로 조절될 수 있어야 한다. 기울어지는 좌석과 등받이는 앉은 사람의 등 근육에 가해지는 부하를 줄여준다. 일반적으로 앉은 사람이 오랫동안 앉아 있어야 한다면, 좌석 영역에서 무게를 덜어내야 하므로 장시간 앉기 위한 "안락 의자"는 일반적으로 최소한 약간 기울어져 있다.

### 등받이 및 머리 지지대
의자 등받이는 앉은 사람의 체중 일부를 지지하여 다른 신체 부위에 가해지는 부담을 줄인다. 일부 등받이는 허리 부분만 지지하는 반면, 어깨 높이 등받이는 등 전체와 어깨를 지지한다. 머리받침대는 머리도 지지하며, 후방 추돌 시 머리가 갑자기 뒤로 젖혀져 발생하는 "경추부염좌" 목 부상을 방지하는 데 차량에서 중요하다. 리클라이너는 일반적으로 어깨 높이 이상의 등받이를 가지고 있어 체중을 어깨로 분산시킨다.

### 패딩
주로 야외용으로 사용되는 의자처럼 패딩이 바람직하지 않은 경우도 있다. 패딩이 바람직하지 않은 경우, 대신 윤곽을 사용하여 무게를 분산시킬 수 있다. 윤곽이 있는 좌석 팬은 패딩 없이 무게를 분산시키려고 시도한다. 앉은 사람의 볼기 모양과 일치시킴으로써 무게가 분산되고 최대 압력이 감소한다.

### 팔걸이
의자에는 팔걸이가 있을 수도 있고 없을 수도 있다. 팔걸이가 있는 의자는 "안락의자"라고 불린다. 프랑스어에서는 팔걸이가 있는 의자를 fauteuil, 없는 의자를 chaise로 구분한다. 독일에서는 한때 안락의자를 Krankensessel 또는 병자용 의자라고 불렀는데, 이는 추가 지지대 없이는 서거나 앉기 너무 힘든 사람들을 위한 것이었기 때문이다.
팔걸이가 있으면 팔을 팔걸이에 올려놓을 경우 팔을 통해 체중의 일부를 지탱한다. 팔꿈치 받침 높이는 팔걸이의 높이를 결정하는 데 사용된다. 팔걸이는 팔뚝을 지지해야 하며 민감한 팔꿈치 부위는 지지하지 않아야 한다. 따라서 일부 의자 디자인에서는 팔걸이가 의자 등받이까지 이어지지 않고 팔꿈치 부위가 비어 있다. 팔걸이는 또한 의자에 들어가고 나가는 것을 더 쉽게 하는 기능도 한다 (하지만 옆에서 보면 더 어려워진다).

### 좌석 크기 및 다리 공간

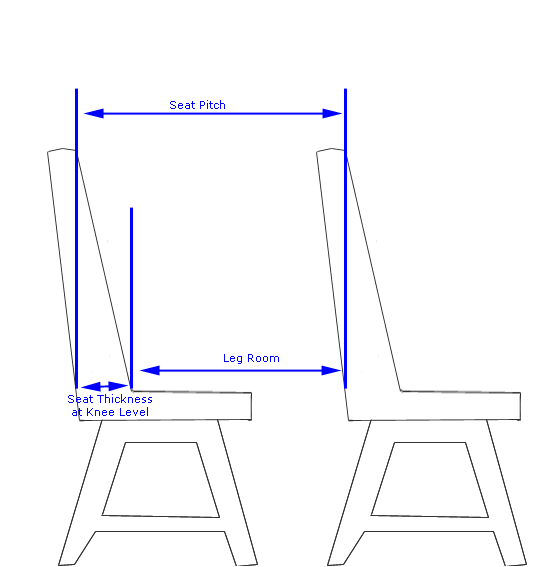
다리 공간과 좌석 간격의 차이

앉은 사람의 경우, 둔부-오금 길이는 둔부의 가장 뒤쪽 부분부터 하퇴부 뒤쪽까지의 수평 거리이다. 이 인체 측정은 좌석 깊이를 결정하는 데 사용된다. 대량 생산되는 의자는 일반적으로 15–17 인치 (38–43 cm) 깊이이다.
의자 디자인에 관련된 추가적인 인체 측정치가 있을 수 있다. 엉덩이 너비는 의자 너비와 팔걸이 너비에 사용된다. 둔부-무릎 길이는 의자 열 사이의 "다리 공간"을 결정하는 데 사용된다. "좌석 간격"은 좌석 열 사이의 거리이다. 일부 비행기와 경기장에서는 다리 공간(허벅지 높이에서 좌석의 두께를 뺀 좌석 간격)이 너무 작아서 보통 사람에게도 충분하지 않은 경우가 있다.

## 의자의 종류

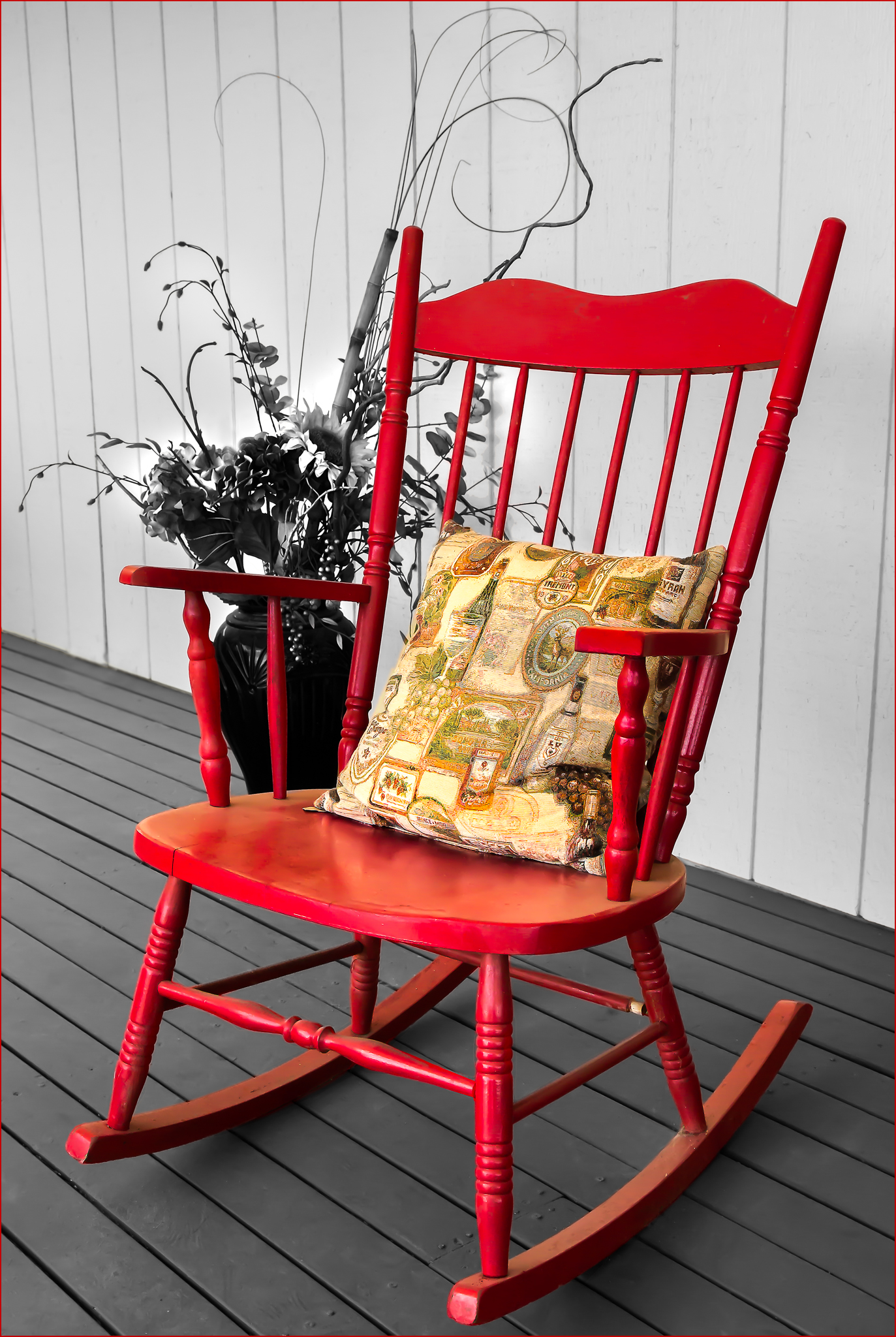
흔들의자

다양한 종류의 의자가 시대에 걸쳐 나타났으며, 일부는 공식적인 용도에 기반하고, 다른 일부는 가정의 필요에 기반하며, 또 다른 일부는 직장이나 다양한 직업 내의 필요에 기반한다.

### 사무실 의자
사무실 의자는 사무실에서 직원이 사용하는 의자이다. 현대식 사무실 의자는 대개 조절 가능하고 바퀴가 달려 있다. 캐스터 바퀴는 의자 다리에 부착되어 이동성을 높여준다.

### 식탁 의자
식탁 의자는 식탁 주위에서 사용되는 특정 유형의 디자인이다. 대부분의 일반 가정집에서 찾을 수 있으며, 공식적인 식사나 연회가 포함된 공식 행사나 리셉션과 같은 격식 있는 장소에서도 나타날 수 있다.

### 작업용 의자
작업용 의자는 특정 직업이나 환경의 필요에 맞춰진 특수 의자이다. 예를 들어, 디자이너용 의자는 높은 이젤에 앉는 디자이너를 위해 사용되며, 일반적으로 높이가 추가된다.

### 흔들의자
일부 의자는 다리 바닥에 두 개의 굽은 나무 밴드(로커라고도 함)가 부착되어 있다. 이를 흔들의자라고 한다.

### 무릎 의자

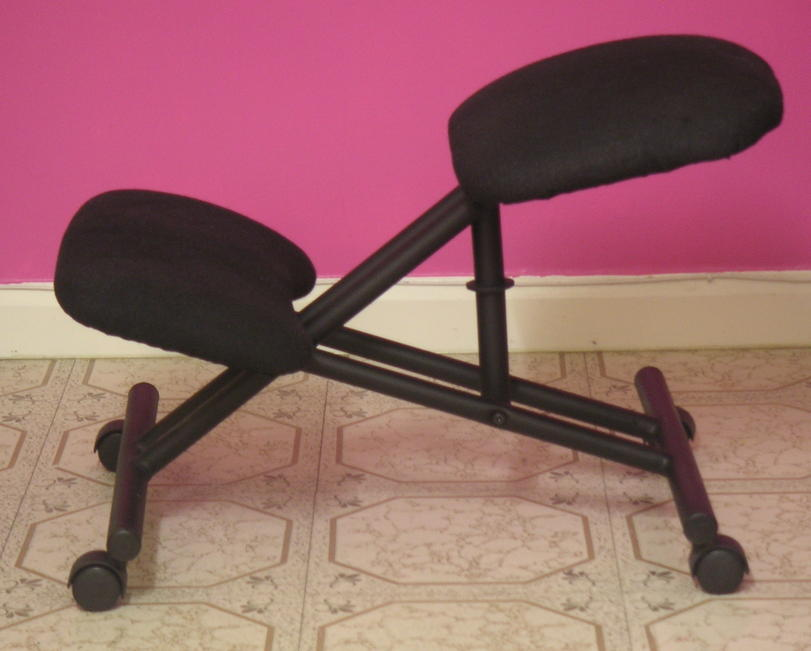
무릎 의자

무릎 의자는 몸의 무게를 지탱하기 위해 무릎이라는 추가적인 신체 부위를 사용한다. 앉아서 서는 의자는 앉은 사람의 무게 대부분을 발로 분산시킨다. 많은 의자는 패딩이 되어 있거나 쿠션이 있다. 패딩은 의자 좌석에만 있거나, 좌석과 등받이에 있거나, 의자에 있는 팔걸이나 발 받침대에도 있을 수 있다. 패딩은 (의자가 너무 부드러워서 모양이 변하지 않는 한) 무게를 몸의 다른 부분으로 옮기지 않는다. 그러나 패딩은 의자와 몸 사이의 접촉 면적을 늘려 무게를 분산시키고, 따라서 어떤 지점에서든 압력을 줄인다. 반면, 단단한 나무 의자는 앉은 사람과 의자 사이의 접촉점이 작기 때문에 단단하게 느껴진다. 패딩 대신 등나무와 같은 유연한 재료를 사용하여 무게를 분산시키는 유사한 효과를 얻을 수 있다.

## 좌석

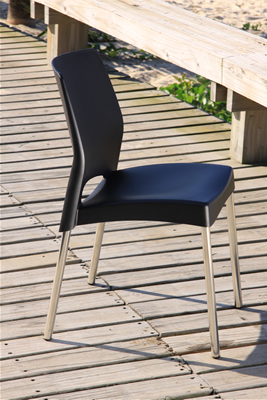
브라질 리우데자네이루의 폴리프로필렌 (성형 플라스틱) 좌석과 스테인리스 스틸 다리. 이러한 유형의 재료는 해변 지역에서 매우 유용하다.

의자 좌석은 구조가 매우 다양하며, 의자 등받이(등받이)의 구조와 일치할 수도 있고 일치하지 않을 수도 있다.
일부 시스템은 다음과 같다:
- 단단한 재료로 의자 좌석을 형성하는 중앙 좌석
  - 단단한 목재, 인체 윤곽에 맞게 성형될 수도 있고 아닐 수도 있음
  - 목재 살대, 종종 야외 의자에서 볼 수 있음
  - 패딩 가죽, 일반적으로 패딩으로 덮인 평평한 목재 받침대와 부드러운 가죽으로 감쌈
  - 충전된 천, 패딩 가죽과 유사
  - 단단하거나 개방형 디자인의 금속 좌석
  - 성형 플라스틱
  - 대리암과 같은 돌, 종종 대리암
- 부드러운 재료가 의자 다리 상단 또는 들보 사이에 부착되어 좌석을 형성하는 개방형 중앙 좌석
  - 등나무, 유연성을 제공하기 위해 엮음
  - 가죽, 디자인이 새겨질 수 있음
  - 천, 지지대 없는 간단한 덮개
  - 테이프, 넓은 천 테이프를 좌석에 엮어 넣음, 잔디 의자 및 일부 오래된 의자에서 볼 수 있음
  - 등나무 공예,
  - 러쉬, 골풀, 두꺼운 종이, 튼튼한 풀, 또는 손으로 꼬아 부들로 감싸서 좌석을 형성, 보통 중앙에서 만나는 네 개의 사다리꼴 패턴으로, 드물게는 정교한 패턴으로 만듬
  - 갈대,
  - 생가죽
  - 스플린트, 물푸레나무, 참나무속 또는 히코리 조각을 엮음
  - 금속, 금속 망 또는 철사를 엮어 좌석을 형성

## 표준 및 사양

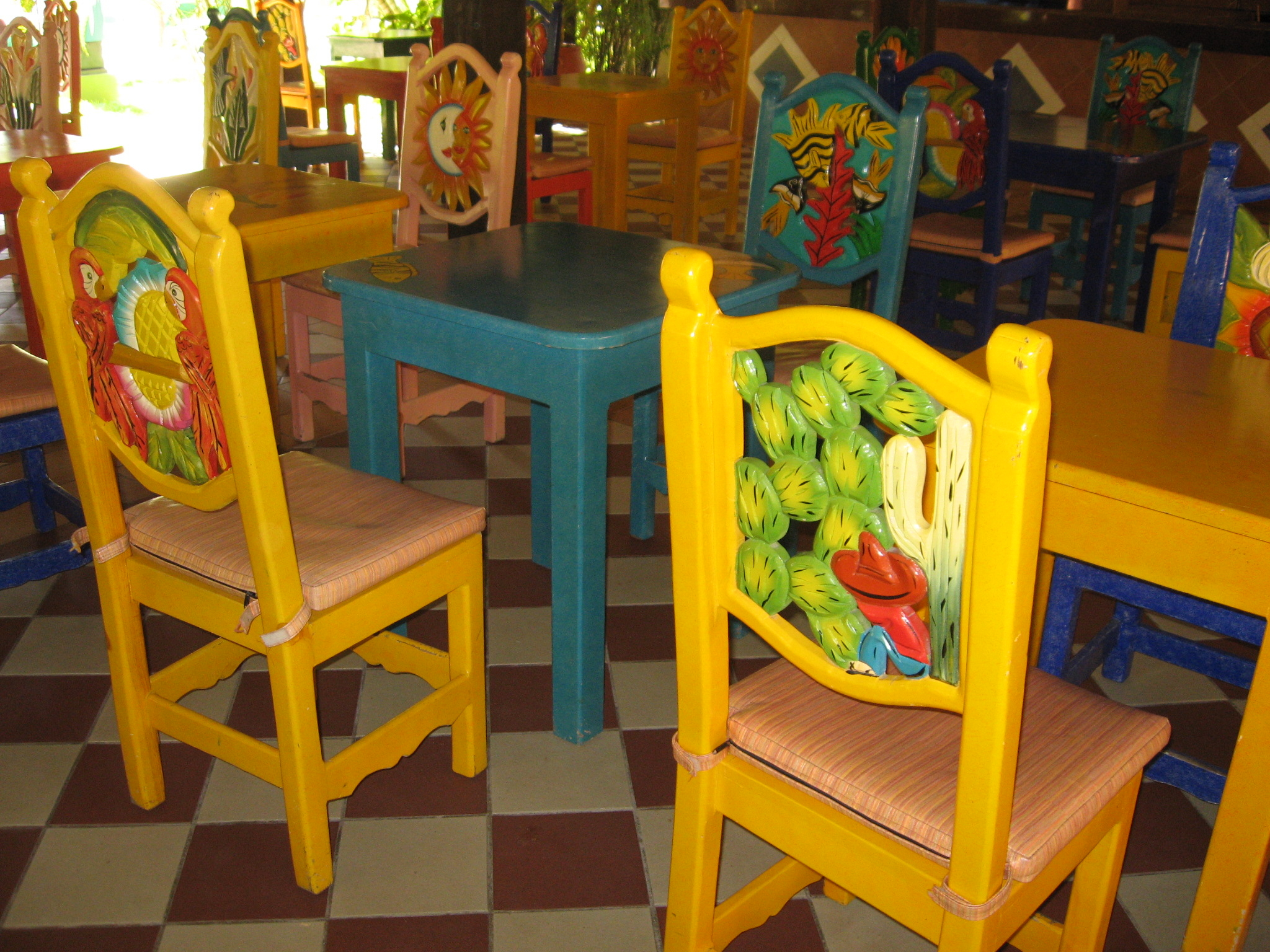
멕시코의 화려하게 장식된 조각 등받이 의자

의자 디자인에 대한 고려 사항은 표준으로 성문화되었다. "시각 디스플레이 터미널(VDT)을 이용한 사무실 작업의 인체 공학적 요구 사항 – 파트 5: 작업 스테이션 배치 및 자세 요구 사항"인 ISO 9241은 현대 의자 디자인에 가장 일반적인 표준이다.
다양한 종류의 의자에 대한 여러 특정 표준이 있다. 치과 의자는 ISO 6875에 의해 규정된다. 빈백 의자는 ANSI 표준 ASTM F1912-98에 의해 규정된다. ISO 7174는 흔들의자와 기울어지는 의자의 안정성을 규정한다. ASTM F1858-98은 플라스틱 잔디 의자를 규정한다. ASTM E1822-02b는 의자가 쌓였을 때의 가연성을 정의한다.
비즈니스 및 기관 가구 제조업체 협회(BIFMA)는 상업용 의자 테스트를 위한 ANSI/BIFMA X5.1 (제목: 일반 사무용 의자 – 테스트)을 정의한다. 다음을 요구한다:
- 의자 등받이 강도 150 파운드 (68 kg)
- 무게가 완전히 앞다리나 뒷다리로 이동할 경우 의자 안정성
- 다리 바닥에서 one 인치 (25 mm) 떨어진 곳에 75 파운드 (34 kg)의 힘을 가했을 때 다리 강도
- 좌석 위 six 인치 (150 mm) 높이에서 225 파운드 (102 kg)을 떨어뜨렸을 때 좌석 강도
- 좌석 위 2 인치 (51 mm) 높이에서 125 파운드 (57 kg)을 떨어뜨리는 것을 100,000회 반복했을 때 좌석 주기 강도

이 사양은 의자가 견뎌야 할 더 무거운 "내력" 하중을 추가로 정의한다. 이러한 더 높은 하중에서는 의자가 손상될 수 있지만, 치명적으로 파손되어서는 안 된다.
대량 구매를 하는 대규모 기관들은 이러한 표준을 자체의 더욱 상세한 구매 기준 내에서 참조할 것이다. 정부는 종종 정부 기관의 구매에 대한 표준을 발행한다 (예: 캐나다의 캐나다 일반 표준 위원회 CAN/CGSB 44.15M "직렬 적층 의자, 강철" 또는 CAN/CGSB 44.232-2002 "시각 디스플레이 터미널 사무 작업용 작업 의자").
의자는 편안하게 사용할 수 있는 시간으로 평가될 수 있다. 8시간 의자, 24시간 의자 등이다. 이러한 의자는 리셉셔니스트나 제어판 감독관과 같이 장시간 앉아 있어야 하는 작업에 대해 명시된다.

## 액세서리

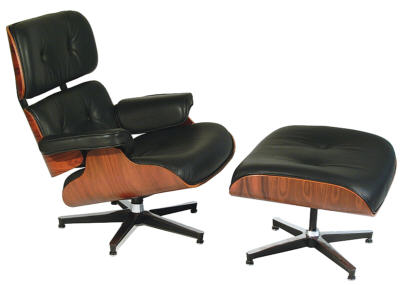
임스 라운지 의자와 오토만

내장형 발받침대 대신, 일부 의자에는 짝이 맞는 오토만이 함께 제공된다. 오토만은 발받침대로 사용되지만 때로는 스툴로도 사용될 수 있는 짧은 스툴이다. 글라이더 의자와 짝을 이룰 경우, 오토만은 스윙 암에 장착되어 메인 글라이더와 함께 앞뒤로 흔들릴 수 있다.
의자 커버는 옆의자에 임시로 씌우는 천 커버이다. 주로 결혼 피로연과 같은 공식 행사에서 의자와 장식의 매력을 높이기 위해 대여된다. 의자 커버에는 장식용 의자 끈, 즉 의자 뒤에 나비 모양으로 묶는 리본이 함께 제공될 수 있다. 어린 자녀나 반려동물이 있는 가정을 위한 소파 및 카우치 커버도 판매된다. 20세기 후반에는 일부 사람들이 고가의 소파와 의자를 보호하기 위해 맞춤형 투명 플라스틱 커버를 사용했다.
의자 패드는 의자용 쿠션이다. 면 또는 폼으로 패딩되어 있다. 일부는 장식용이다. 자동차에서는 운전자의 높이를 높이는 데 사용될 수 있다. 정형외과 등받이는 등을 지지한다. 자동차 좌석에는 내장되고 조절 가능한 허리 지지대가 있는 경우가 있다. 이는 주방 의자에도 사용될 수 있다.
의자 매트는 다양한 종류의 바닥재를 덮기 위한 매트이다. 보통 플라스틱으로 만들어진다. 이는 바퀴 달린 의자가 카페트 위를 쉽게 굴러갈 수 있게 하고 카페트나 바닥을 보호한다. 다양한 모양으로 나오며, 일부는 책상 아래에 부분적으로 맞도록 특정 크기로 제작된다.
리모컨 수납 가방은 안락의자나 소파 팔걸이에 걸쳐서 홈 시어터의 리모컨을 보관하는 데 사용될 수 있다. 리모컨의 무게 때문에 팔걸이에서 미끄러지지 않도록 무게가 조정되어 있다.
의자 글라이드는 의자 다리에 부착되어 바닥을 긁거나 걸리는 것을 방지한다.
안티마카서는 패브릭을 보호하고 쉽게 세탁할 수 있도록 머리 받침대에 씌우는 천 덮개이다.

## 조각 및 예술 작품으로서
크리스토는 1961년에 레디메이드 (의자), 래커, 캔버스, 로프, 페인트로 Wrapped Chair를 만들었다. 이 작품은 그와 그의 아내 잔 클로드의 상징적인 스타일인 물체를 천과 로프로 부분적으로 또는 전체적으로 숨기는 초기 작품이다. 그들의 작품은 대규모 공공 장소 특정 예술 작품과 환경 예술로 발전했으며, 이 부부는 주로 이로 인해 잘 알려져 있다. Wrapped Chair에서 크리스토는 부분을 숨기고 다른 부분을 드러냄으로써 오브제의 정체성과 놀이를 한다. 이 작품과 유사한 의자를 포함한 여러 변형 작품이 전 세계 박물관에 전시되어 있으며, 1961년에 제작된 유사한 작품인 Two Wrapped Chairs도 있다.
크리스토가 Wrapped Chair를 만들었던 같은 해에 파블로 피카소는 La Chaise를 만들었다. 페인트칠된 철판으로 만들어진 피카소의 조각 의자는 많은 예술가들이 의자를 주제로 사랑하는 이유, 즉 형태와 기능의 대비를 보여준다.
하나이면서 셋인 의자, 1965년은 조지프 코수스가 만든 개념 예술 작품이다. 이 작품은 제조된 의자, 그 의자의 사진, 그리고 '의자'라는 단어의 사전적 정의의 조합이다. 이 작품은 설치될 때마다 달라지는데, 설치 장소에서 의자를 선택하고 사진을 찍기 때문이다. 코수스의 작품에서 지배적인 부분은 모든 부분의 비개인적인 측면인데, 그의 예술적 손길이 제시된 기성품에서 쉽게 드러나지 않기 때문이다.

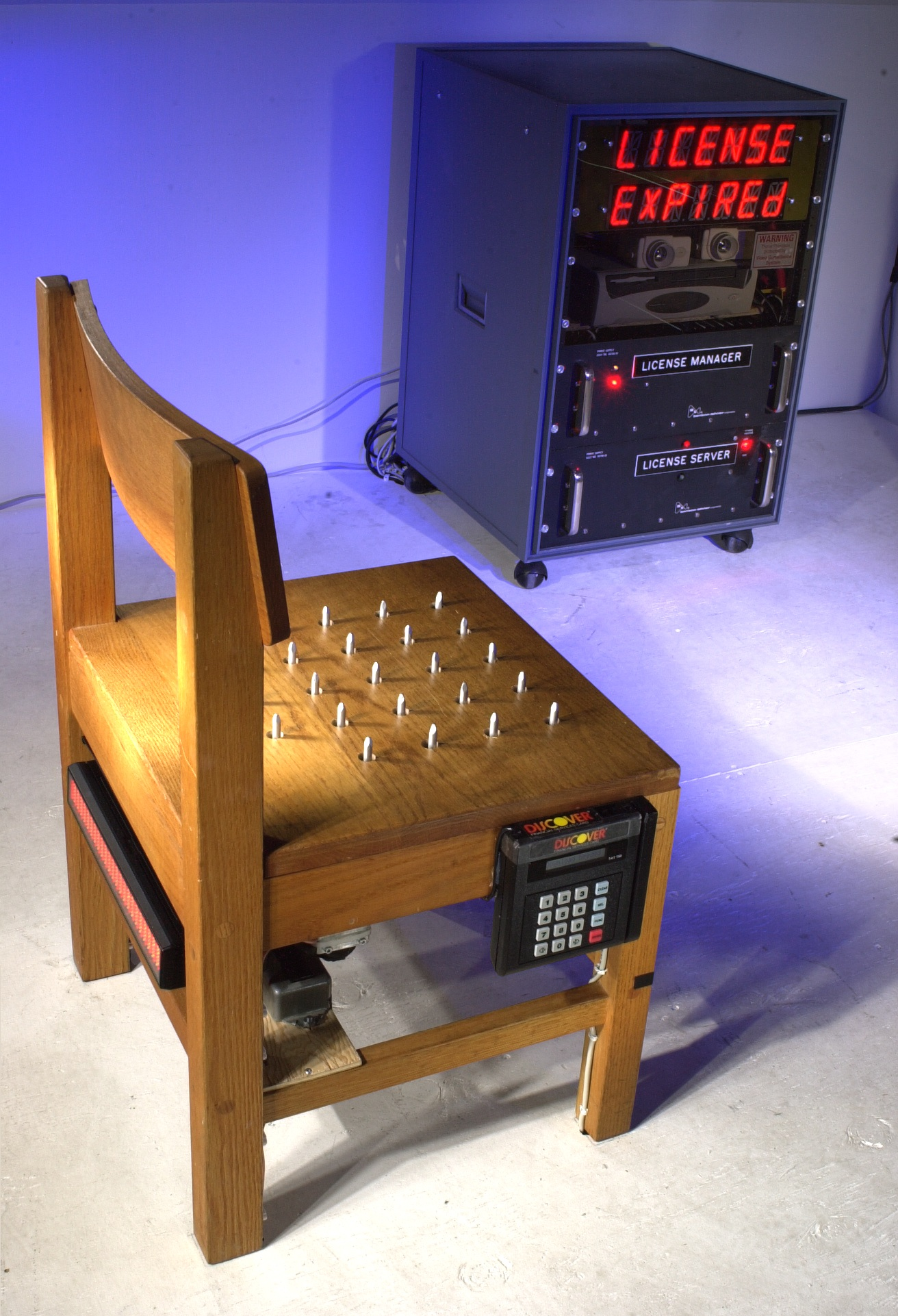
스티브 맨의 의자 조각, 2001년 샌프란시스코 미술관에 전시. 신용 카드를 넣어 좌석 라이선스를 다운로드하면 스파이크가 들어간다.

부러진 의자는 스위스 제네바 국제 연합 제네바 사무소 건너편에 서 있는 높이 12 미터 (39 ft)의 5.5톤 목재로 만들어진 기념비적인 조각품이다. 부러진 다리는 지뢰와 집속탄에 대한 반대를 상징한다. 2001년, 스티브 맨은 샌프란시스코 미술관에 의자 조각을 전시했다. 이 의자에는 신용 카드를 넣어 좌석 라이선스를 다운로드하면 들어가는 스파이크가 있었다. 나중에 다른 박물관과 갤러리에도 "좌석 요금 지불" 의자가 설치되었으며, 토론토에 글로벌 중앙 좌석 라이선스 서버가 위치했다. 첫 번째 좌석 사용은 무료였으며, 이미 무료 세션을 사용한 사람들의 데이터베이스가 있었다.
2012년 공화당 전당대회에서 클린트 이스트우드는 빈 의자를 마치 버락 오바마 대통령을 대변하는 것처럼 (즉, 실종되거나 무능력한 것으로 간주될 의도) 연설했다. 이 연설은 논란이 되었으며, 비판자들은 기이하다고 묘사했고 지지자들은 감동적이라고 묘사했다. 일본 디자이너 요시오카 도쿠진은 "허니팝": 벌집 종이 의자 (2001), "패인 의자": 천연 섬유 의자 (2006), "비너스": 천연 크리스탈 의자 (2007)와 같은 여러 의자를 예술 형태로 만들었다.
뉴욕의 산업 디자인어 이안 스텔(Ian Stell)은 강철과 목재로 만든 키네틱 조각품을 제작하는데, 이는 의자로 변형된다. 여기에는 사무용 책상으로 변하는 롤 보텀 체어(2016)와 확장 시 두 개의 맞물린 의자로 변형되는 루프(2015)가 포함된다.

## 언어 속 의자
- 누군가 어떤 것에 대해 듣고 "의자에서 거의 떨어질 뻔했다"고 말한다면, 그것은 그들이 매우 충격받거나 놀랐기 때문이다.[41]
- "의자앉기 게임"은 흔한 파티 게임이며, 사람들이 좌석에서 좌석으로, 다른 장소로, 또는 한 직책에서 다른 직책으로 자리를 바꾸는 것을 묘사하는 구어적 표현이다.
- 미국 속어로, 누군가가 "의자를 얻는다"고 말하는 것은 그들이 전기의자로 처형될 것이라는 의미이다.[42] 또는 다른 가혹한 처벌에 대한 은유일 수도 있다.[42]

## 같이 보기
- 소파
- 책상